# 大麻山神社
大麻山神社（おおあさやまじんじゃ、たいまさんじんじゃ）は島根県浜田市三隅町の神社。式内社で旧社格は郷社。
神宮寺として尊勝寺があり、西の高野山と呼ばれていたが、天保七年（1836）、長雨による地すべりのため、尊勝寺、大麻山神社ともに倒壊した。さらに、明治五年（1872）の浜田地震で被災し、廃仏毀釈の時代であったことも影響して尊勝寺は再建されることなく廃寺となった。

## 祭神
祭神は天日鷲命・猿田彦命・大麻彦命（太玉命）。蔵王権現・熊野権現・走湯権現・山王権現・白山権現を配祀し五社権現と呼ばれるようになった。

## 歴史
大麻山は双子山と呼んでいた。仁和四年（888）御神託により大麻山と改め朝廷に奏聞した。寛平元年（889）阿波国（徳島県）板野郡大麻山鎮座の大神を勧請し、宇多天皇の勅許により社殿を建立した。

## 伝説
阿波国から大麻比古命に率いられて忌部族が移住してきた。大麻比古命は海を馬で渡り、山を舟で行った。大麻山に入った大麻比古命は周辺の小野の原に住んでいた小野族めがけ岩を投げつけて追い払った。須佐の高山まで逃げた小野族は反撃して岩を投げたが大麻山の麓までしか届かなかった。やがて仲裁に立つ者が現れて小野族は小野に戻り、忌部族は大麻山を領分とすることで話が決着した。
『島根縣史』では「太古井野村と大麻村とに戰ひが始まつて天馬が馳せ廻つた其の跡が印しつけられた石といふのが大麻山の中腹に今でも残って居る」とある。

## 補注
1. ↑  「次の『三隅地方の神話と伝説』（三隅時報社／編）に掲げられている『大麻山と高山の合戦』という一文は著者の故寺井実郎氏が史実を系統づけ乍ら実地踏査をして書いたものであって、神話をうまく歴史に織りこんで書かれているので、故人の冥福を祈りつつここに掲載することにする」と三隅町誌にある。